# كيفن درم
كيفن درم (بالإنجليزية: Kevin Drumm)‏ هو موسيقي أمريكي، ولد في 1970 في ساوث هولاند في الولايات المتحدة.

## وصلات خارجية
- الموقع الرسمي
- كيفن درم على موقع ميوزك برينز (الإنجليزية)
- كيفن درم على موقع أول ميوزيك (الإنجليزية)
- كيفن درم على موقع ديسكوغز (الإنجليزية)
- كيفن درم على موقع ديسكوغز (الإنجليزية)